# Datenübertragungsrate
Die Datenübertragungsrate (auch Datentransferrate, Datenrate; englisch data transfer rate) ist in der Informationstechnik die Übertragungsgeschwindigkeit, mit der eine bestimmte Datenmenge innerhalb eines Zeitintervalls über einen Übertragungskanal übertragen wird.

## Allgemeines
Bei einer Datenübertragung von einem Absender zu einem Empfänger müssen die Daten oder Informationen einen Übertragungskanal durchlaufen. Dabei gibt die Datenübertragungsrate an, welcher Informationsfluss in Binärziffern pro Zeitspanne übertragen wird. Die Bitrate gibt als Maßeinheit die Datenmenge in einem digitalen Netz an, ausgedrückt in Bit pro Sekunde (bit/s). Übliche Messgrößen für die Datenübertragungsrate sind bit/s, kbit/s, Mbit/s oder Gbit/s.
Ein Übertragungskanal kann beispielsweise eine Verbindung im Rechnernetz, eine Schnittstelle zu einem Speichermedium oder die Verbindung zu einem Internetdienstanbieter sein. Heute wird die Qualität eines Internetzugangs an seiner Datenübertragungsrate gemessen.
Sprachlich nicht exakt, da die Begriffe zwar für verwandte, aber eigentlich andere Größen stehen, sind die Bandbreite oder Kapazität. Ebenfalls zu unterscheiden ist der Datendurchsatz, bei dem nur die reinen Nutzdaten berücksichtigt werden, wohingegen bei der Datenübertragungsrate auch eventuelle Steuerdaten mitzählen. Die maximal mögliche Datenübertragungsrate, die fehlerfrei über einen Kanal übertragen werden kann, wird als Kanalkapazität bezeichnet. Zusammen mit der Latenzzeit (Antwortverzögerung) ist sie ein Maß für die Leistungsfähigkeit eines Kanals.

## Anwendung
Die Datenübertragungsrate ist nicht immer konstant, sondern sie ist abhängig vom verwendeten Kommunikationsprotokoll, Mobilfunkstandards (4G oder 5G), Qualität der Leitung (Glasfaserkabel, Kupferkabel), Netzabdeckung, Netzlast, Endgerätetyp, Anzahl der Benutzer in einer Funkzelle oder der zur Verfügung stehenden Bandbreite. Glasfaserkabel weisen geringere Übertragungsverluste und weit höhere Datenübertragungsraten als Kupferkabel auf. Je größer die Bandbreite eines Übertragungskanals, umso mehr Daten können pro Zeitspanne übertragen werden. Ist die Netzlast eines Datennetzes überlastet, kommt es zum Denial of Service.

## Arten
Unterschieden wird zwischen der symmetrischen und asymmetrischen Datenübertragung.
- Symmetrische Datenübertragung: Die Datenübertragungsrate ist für Download und Upload gleich groß. Typische Anwendungen sind Sprachübertragung (Mobilfunk) oder Videokonferenzen.
- Asymmetrische Datenübertragung: Die Datenübertragungsrate ist für Download und Upload unterschiedlich, die Download-Bitrate ist meist wesentlich höher als die Upload-Rate. Typische Anwendung ist das Internet über DSL-Anschlüsse.

Das Internet bietet sich für die asymmetrische Datenübertragung geradezu an, weil die Internet-Nutzer meist sehr viele Daten herunterladen, aber nur wenige hochladen.

## Kategorien
Für die Datenübertragung sind drei Geschwindigkeitskategorien definiert:
- Low Speed: Die maximale Datenübertragungsgeschwindigkeit beträgt 1,5 Mbit/s (für Tastatur oder Computermaus);
- Full Speed: Die maximale Datenübertragungsgeschwindigkeit beträgt 12 Mbit/s;
- High Speed: Die maximale Datenübertragungsgeschwindigkeit beträgt 480 Mbit/s (Musikstreaming, Video-Streaming, Videokonferenzen)

## Maße
Die Datenübertragungsrate {\displaystyle C} berechnet sich aus der Datenmenge {\displaystyle D} pro Zeitspanne {\displaystyle t}:
{\displaystyle C={\frac {D}{t}}}.
Die Datenmenge wird gemessen in Bits, die Zeit in Sekunden. Demnach ergibt sich für die Datenübertragungsrate die Einheit Bit pro Sekunde (Bit/s bzw. bit/s, früher b/s) bzw. englisch bits per second (bps). Größere Werte werden in Vielfachen angegeben und mit SI-Einheitenvorsätzen versehen:
- kilobit pro Sekunde (kbit/s oder kbps),
- Megabit pro Sekunde (Mbit/s bzw. Mbps),
- Gigabit pro Sekunde (Gbit/s bzw. Gbps).

Wichtig hierbei ist, dass bei Datenübertragungsraten die Einheitenvorsätze in ihrer SI-konformen dezimalen Bedeutung verwendet werden und nicht als Binärpräfixe. 1 kbit/s sind also 1.000 bit/s und nicht 1.024 bit/s. So überträgt ein Gigabit-Ethernet bei 125 MBaud durch das 5-PAM-Modulationsverfahren mit 2 bit pro Symbol und Adernpaar über vier Adernpaare 1.000.000.000 bit/s. Bei Datenraten von Audiosignalen gilt das Gleiche: Eine Audio-CD mit einer Abtastrate von 44,1 kHz bei zwei Kanälen mit je 16 bit hat eine Datenübertragungsrate von 1.411.200 bit/s was den üblich angegebenen 1.411 kbit/s entspricht. Und auch bei MP3 gilt: 128 kbit/s = 128.000 bit/s.
In Bereichen, in denen eine parallele Datenübertragung eingesetzt wird (vor allem beim Zugriff auf Datenspeicher über einen Datenbus), wird die Übertragungsrate auch häufig in Byte pro Sekunde (Byte/s, kurz B/s auf Englisch Bps) angegeben, womit üblicherweise Vielfache von 8 Bit pro Sekunde gemeint sind; man muss also darauf achten, ob eine Übertragungsrate zum Beispiel mit 1 MB/s oder mit 1 Mbit/s angegeben wird (erstere Angabe entspricht exakt dem Achtfachen der Geschwindigkeit der letzteren). Eine Angabe in Baud ist dagegen falsch, denn das ist die Einheit für die Schrittgeschwindigkeit bzw. Symbolrate (Baudrate).
Häufig ist es bei einem angegebenen Wert unklar, an welcher Stelle bzw. welcher Protokollebene diese Datenrate erzielt wird und welche Datenrate dem Benutzer tatsächlich zur Verfügung steht. Zum Beispiel können bei USB 2.0 Hi-Speed mit einer nominellen Geschwindigkeit von 480 Mbit/s nur ca. 300 Mbit/s zur Übertragung genutzt werden. Bei Ethernet bezieht sich die angegebene Datenrate immer auf die MAC-Ebene; die physische Datenrate kann wesentlich höher sein, je nach Leitungscode. Bei Fibre Channel wird immer die (gerundete) physische Datenrate angegeben, tatsächlich nutzbar sind 20 % weniger (bis 8 Gbit/s), ebenso bei Serial ATA und Serial Attached SCSI.

## Zusammenhang zwischen Datenübertragungsrate, Bandbreite und Schrittgeschwindigkeit
Die Kanalkapazität (maximale Datenübertragungsrate), Bandbreite und Schrittgeschwindigkeit hängen miteinander zusammen. Dieser Zusammenhang wird durch das Shannon-Hartley-Gesetz beschrieben und auch als Nachrichtenquader der Nachrichtentechnik bezeichnet. Für einen Übertragungskanal mit der Bandbreite {\displaystyle B} und dem Störabstand {\displaystyle SNR} mit additivem weißem Rauschen steht die maximal erreichbare, fehlerfreie Datenübertragungsrate {\displaystyle C} in folgendem Zusammenhang:
{\displaystyle C=B\cdot \log _{2}(1+{\text{SNR}})}.
Das bedeutet, sowohl die Bandbreite als auch der Störabstand beeinflussen die Kanalkapazität. Eine vorgegebene Datenübertragungsrate lässt sich sowohl in einem Übertragungskanal mit großem Störabstand und geringer Bandbreite als auch in einem solchen mit geringerem Störabstand, aber entsprechend größerer Bandbreite erreichen.
Wesentlich ist dabei, dass diese Gesetzmäßigkeit nur bei weißem Rauschen gilt, dessen Amplituden normalverteilt sind. Diese Störgröße wird auch als additives weißes gaußsches Rauschen bezeichnet, im Englischen additive white Gaussian noise oder AWGN. Übertragungskanäle, welche nur diese Störungen aufweisen und sich mit obiger Gleichung charakterisieren lassen, werden daher auch als AWGN-Kanäle bezeichnet. Bei Störsignalen mit anderer Verteilung des Rauschspektrums gilt dieser Zusammenhang nicht mehr. Da die Normalverteilung jedoch die maximale differentielle Entropie besitzt, ist WGN als Worst-Case-Störung meist ein hinreichendes Modell für einen gestörten Kanal.
Wenn der Störabstand groß genug ist, können digitale Modulationsverfahren eingesetzt werden, zum Beispiel Quadraturamplitudenmodulation oder Quadraturphasenumtastung. Dadurch können mehr als zwei Zustände (mehr als 1 Bit) pro Symbol codiert werden. Die Übertragungsrate ergibt sich dann als Produkt aus der Symbolrate und dem dualen Logarithmus der pro Symbol möglichen {\displaystyle M<} Zustände.
{\displaystyle R=f_{s}\cdot \log _{2}(M)\quad \left\lbrack {\frac {\text{bit}}{\text{s}}}\right\rbrack }.
In der einfachsten Variante nimmt ein digitales Signal zwei Zustände ein, die man mit „0“ und „1“ bezeichnen kann. Das nennt man binär. Drei Zustände bezeichnet man mit ternär. Bei gleicher Bitrate und drei Zuständen für den Signalparameter beträgt die benötigte Bandbreite nur noch 63 % der Bandbreite (Siehe Nyquist-Bandbreite unter Shannon-Hartley-Gesetz: {\displaystyle {\tfrac {\ln(2)}{\ln(3)}}\approx 0{,}63}), die für binäre Übertragung benötigt wird. Vier Zustände bezeichnet man quaternär – bei gleicher Bitrate und vier Zuständen je Symbol beträgt die benötigte Bandbreite nur noch 50 %.
In jedem Fall stellt die Kanalkapazität die obere Schranke für die Datenrate dar, d. h., es ist mit keinem Verfahren möglich, mehr Informationen pro Zeitspanne über einen Kanal zu übertragen, als durch dessen Kapazität angegeben ist (shannonsches Quellencodierungstheorem):
{\displaystyle R\leq C}.

## Verschiedene Datenübertragungsraten

### Kabelgebunden
| Standard                               | Datenübertragungsrate  | Bemerkung |
| -------------------------------------- | ---------------------- | --- |
| DVB-C                                  | 4–5 Mbit/s             | MPEG-2-Kodierung für Video |
| DVB-C HD                               | 6–18 Mbit/s            | MPEG-4 AVC-Kodierung für Video |
| DVB-C2                                 | 5–8 Mbit/s             | MPEG-4 AVC-Kodierung für Video |
| FireWire 400                           | ca. 400 Mbit/s         | |
| Firewire 800                           | ca. 800 Mbit/s         | eine weitere, mit den bisherigen Standards abwärtskompatible Spezifikation Firewire S3200 mit demselben 9-poligen Steckertyp wie FW 800 erreicht bis zu ca. 3,2 Gbit/s und wird vor allem für professionelle Anwendungen im Audio- und TV-Bereich weiterentwickelt und eingesetzt |
| I²C                                    | 0,1/0,4/1,0/3,4 Mbit/s | |
| NVM Express                            | 32 Gbit/s              | PCIe ×4, 128b130b-codiert |
| Parallel ATA (IDE)                     | bis 1064 Mbit/s        | 16 bit parallel |
| Parallel SCSI                          | 40–2560 Mbit/s         | je nach Typ, 8 oder 16 bit parallel |
| SAS-1 (Serial Attached SCSI)           | 3 Gbit/s               | 8b10b-codiert |
| SAS-3                                  | 12 Gbit/s              | 8b10b-codiert |
| Serial ATA                             | 1,5 Gbit/s             | 8b10b-codiert |
| Serial ATA Revision 2.x                | 3 Gbit/s               | 8b10b-codiert |
| Serial ATA Revision 3.x                | 6 Gbit/s               | 8b10b-codiert |
| External Serial ATA (eSATA)            | 3 Gbit/s               | 8b10b-codiert |
| SATA Express                           | 16 Gbit/s              | PCIe ×2, 128b130b-codiert |
| Thunderbolt (Schnittstelle)            | 10 Gbit/s              | auch bekannt als Lightpeak |
| Thunderbolt 2 (Schnittstelle)          | 20 Gbit/s              | |
| Thunderbolt 3 (Schnittstelle)          | 40 Gbit/s              | |
| USB 1.0 / 1.1                          | 1,5 / 12 Mbit/s        | |
| USB 2.0                                | 480 Mbit/s             | nur bei mit dem Zertifizierungslogo versehenen Geräten voll erreicht |
| USB 3.0 (USB 3.1 Gen 1; USB 3.2 Gen 1) | 5 Gbit/s               | Bruttorate mit 8b10b-Kodierung |
| USB 3.1 Gen 2 (USB 3.2 Gen 2)          | 10 Gbit/s              | Bruttorate mit 128b132b-Kodierung |
| USB 3.2 Gen 2x2                        | 20 Gbit/s              | |
| USB4                                   | 20–40 Gbit/s           | |

### Drahtlos
Funksignale:
| Standard                             | Datenübertragungsrate                      | Bemerkung                                                                                 |
| ------------------------------------ | ------------------------------------------ | ----------------------------------------------------------------------------------------- |
| DCF77 (Funkuhr-Signal)               | 1 bit/s                                    |                                                                                           |
| Marssonde Mariner 4 (1964)           | 8,3 bit/s                                  |                                                                                           |
| GSM (Mobilfunk)                      | 9,6 kbit/s                                 |                                                                                           |
| IrDA 1.0 (Infrarotschnittstelle)     | 9,6–115 kbit/s                             |                                                                                           |
| IrDA 1.1                             | 4 Mbit/s                                   |                                                                                           |
| IrDA 1.3                             | 16 Mbit/s                                  |                                                                                           |
| GPRS (Mobilfunk 2G)                  | 53,6 kbit/s (theoretisch bis 171,2 kbit/s) |                                                                                           |
| Merkursonde Mariner 10 (1973)        | 100–150 kbit/s                             |                                                                                           |
| EDGE (Mobilfunk 2G)                  | Download: 260 kbit/s Upload: 110 kbit/s    |                                                                                           |
| BGAN (Internet über Satellit)        | bis zu 420 kbit/s                          |                                                                                           |
| DECT (drahtlose Festnetztelefone)    | ca. 800 kbit/s                             |                                                                                           |
| UMTS (Mobilfunk 3G)                  | 384 kbit/s                                 |                                                                                           |
| HSDPA (mobile Datenübertragung 3.5G) | 3,6/7,2 Mbit/s                             |                                                                                           |
| Digital Radio Mondiale               | 11–26 kbit/s                               |                                                                                           |
| DRM+                                 | 35–185 kbit/s                              |                                                                                           |
| DMB                                  | 1–2 Mbit/s                                 |                                                                                           |
| Bluetooth 2.0+EDR                    | 3 Mbit/s                                   |                                                                                           |
| DVB-T                                | 2–3 Mbit/s                                 | MPEG-2-Kodierung für Video                                                                |
| DVB-S                                | 4–5 Mbit/s                                 | MPEG-2-Kodierung für Video                                                                |
| DVB-S2                               | 5–20 Mbit/s                                | MPEG-4-Kodierung für Video                                                                |
| WiMAX                                | 40–100 Mbit/s                              |                                                                                           |
| 3GPP (LTE) (Mobilfunk 3.9G)          | Download: 300 Mbit/s Upload: 75 Mbit/s     |                                                                                           |
| LTE-Advanced (Mobilfunk 4G)          | 1000 Mbit/s                                |                                                                                           |
| WLAN (drahtlose Datenübertragung)    | 1–6933 Mbit/s                              | im verbreiteten Standard IEEE 802.11g typischerweise 20 Mbit/s netto und 56 Mbit/s brutto |
| ZigBee                               | 250 kbit/s                                 |                                                                                           |

Anzeige im Handydisplayː siehe Mobilfunkstandard

### Medien
Medien und Peripheriegeräte sind für unterschiedliche Datenübertragungsraten ausgelegt.
DSL-Varianten
Bei den verschiedenen DSL-Varianten gibt es folgende Datenübertragungsraten:
| DSL-Varianten | Datenübertragungsrate downstream | Datenübertragungsrate upstream |
| ------------- | -------------------------------- | ------------------------------ |
| ADSL          | 1,5 bis 9 Mbit/s                 | 64 kBit/s bis 1,5 Mbit/s       |
| SDSL          | 3 Mbit/s                         | 3 Mbit/s                       |
| HDSL          | 2 Mbit/s                         | 2 Mbit/s                       |
| VDSL          | 13 bis 52 Mbit/s                 | 24 Mbit/s                      |

Mobilfunk
| Frequenz | Reichweite | Datenübertragungsrate |
| -------- | ---------- | --------------------- |
| 800 MHz  | ≤ 15 km    | ≤ 75 Mbit/s           |
| 1,8 GHz  | ≤ 4 km     | ≤ 150 Mbit/s          |
| 2,1 GHz  | ≤ 3 km     | ≤ 150 Mbit/s          |
| 2,6 GHz  | ≤ 2 km     | ≤ 150 Mbit/s          |

Andere Medien
| Medium                     | Datenübertragungsrate downstream | Datenübertragungsrate upstream |
| -------------------------- | -------------------------------- | ------------------------------ |
| GPRS                       | 55,6 kbit/s                      |                                |
| ISDN                       | 64 kbit/s                        | 64 kbit/s                      |
| GSM EDGE                   | 236,8 kbit/s                     |                                |
| komprimierte Audiodatei    | 8–320 kbit/s                     |                                |
| Bluetooth                  | 723,6 kbit/s                     | 57,6 kbit/s                    |
| Audio-CD                   | 1411 kbit/s                      | unidirektional                 |
| Digital Video Broadcasting | 2,0–15 Mbit/s                    |                                |
| UMTS/3G                    | 7,2 Mbit/s                       | 1,45 Mbit/s                    |
| LTE                        | mindestens 100 Mbit/s            | mindestens 100 Mbit/s          |
| FireWire                   | 100, 200, 400 oder 1600 Mbit/s   |                                |

Die maximal erzielbaren Datenübertragungsraten unterliegen einer laufenden Weiterentwicklung, so dass viele genannte Datenraten wahrscheinlich nur für kurze Zeit aktuell sind.

### Rechnernetz
Rechnernetze:
| Standard                                 | Datenübertragungsrate          | Bemerkung                                                                 |
| ---------------------------------------- | ------------------------------ | ------------------------------------------------------------------------- |
| Arcnet                                   | 2,5 Mbit/s, 20 Mbit/s          | Alt-Technik.                                                              |
| Token Ring                               | 4 Mbit/s, 16 Mbit/s            | Alt-Technik. Spezifikation für 100 Mbit/s und 1000 Mbit/s sind vorhanden. |
| PowerLAN                                 | 14/85/200/500/1200/2000 Mbit/s |                                                                           |
| Fibre Channel                            | 1 bis 128 Gbit/s               |                                                                           |
| einzelner Lichtwellenleiter              | 107 Gbit/s                     | Rekord für einen einzelnen Leiter ohne Frequenzmultiplex über 160 km      |
| InfiniBand                               | 200 Gbit/s                     | HDR bei 4-kanaliger Verbindung                                            |
| Ethernet                                 | 10 Mbit/s bis 400 Gbit/s       |                                                                           |
| Interkontinental-Lichtwellenleiterbündel | 1 Tbit/s                       |                                                                           |
| Laser                                    | 43 Tbit/s                      | Weltrekord für die schnellste Datenübertragung mit einem Laser            |

### Internet
Beim Internetzugang:
| Standard                            | Datenübertragungsrate                                                                                      |
| ----------------------------------- | --- |
| Modem                               | maximal 56 kbit/s                                                                                          |
| ISDN                                | 64 kbit/s, 128 kbit/s bei Nutzung beider B-Kanäle 2 Mbit/s bei Primärmultiplexanschluss                    |
| ADSL                                | 384 kbit/s Down- und 64 kbit/s Upstream (DSL „light“) bis 25 Mbit/s Down- und 3,5 Mbit/s Upstream (ADSL2+) |
| VDSL                                | 25 Mbit/s bis 300 Mbit/s                                                                                   |
| DOCSIS (TV-Kabel)                   | 10 Gbit/s Down- und 1 Gbit/s Upstream                                                                      |
| Fibre to the Home (FTTH; Glasfaser) | 1+ Gbit/s Downstream                                                                                       |

### Video- und Audiosignale
| Standard                            | Datenübertragungsrate | Bemerkung |
| ----------------------------------- | --- | --- |
| Gespräch in Telefonqualität         | 64 kbit/s | etwa 3,1 kHz Bandbreite (ISDN – wobei praktisch keine Techniken der Irrelevanz- und Redundanz-Reduktion („Komprimierung“) angewandt werden.) |
| Komprimierte Musikdatei             | üblicherweise zwischen etwa 24 kbit/s (Streaming Audio über analoges Telefonmodem) und 9,8 Mbit/s (maximale Datenrate für verlustfrei komprimierte Mehrkanaltonspuren einer SACD/DVD-A) | |
| Verlustfrei komprimierte Musikdatei | zwischen 320 kbit/s und 5000 kbit/s je nach Quelle | Flac |
| Audio-CD                            | ca. 1411 kbit/s, Abtastrate 44,1 kHz, 16 Bit und zwei Kanäle | praktisch ohne Irrelevanz- und Redundanz-Reduktion                                                                                           |
| SD-Fernseh-Bild                     | ca. 3 Mbit/s | MPEG-2-komprimiert |
| Video-DVD                           | ca. 6 Mbit/s | MPEG-2-komprimiert |
| SD-Video                            | ca. 400 Mbit/s | 576p 50 Hz unkomprimiert |
| HD-Video                            | ca. 1,3 Gbit/s | 720p 60 Hz 24b/px unkomprimiert |
| Full-HD-Video                       | ca. 3 Gbit/s | 1080p 60 Hz 24b/px unkomprimiert |
| 4K-UHD1-Video (2160p)               | ca. 10,2 Gbit/s bei 30 Hz ca. 14,93 Gbit/s bei 60 Hz | 2160p |
| 8K-UHD2-Video                       | ca. 24 Gbit/s | 4320p 120 Hz |

Höhere Datenübertragungsraten neuerer Technologien ermöglichen zunehmend die Übertragung immer breitbandigerer Audio- und Videosignale.

## Technische Aspekte
Datenübertragungsraten gehören zu den wichtigsten technischen Daten, die der Kaufentscheidung für ein Endgerät zugrunde gelegt werden. Um die Datenrate konstant zu halten, rotiert eine Compact Disc im Wiedergabegerät mit einer variablen Drehzahl zwischen 500 1/min und 200 1/min, wobei die Drehzahl von innen nach außen abnimmt.
Kanalbündelung führt bei ISDN zur Zusammenfassung von B-Kanälen zwecks Erhöhung der Datenübertragungsrate (theoretisch zur Verdoppelung).
Für in eine Richtung laufende (Downstream) Echtzeitdienste wie Video-Streaming und Internetfernsehen sind hohe bis sehr hohe Datenübertragungsraten erforderlich, beispielsweise mindestens 1,5 Mbit/s für Video-Streaming. Auch bei diesen Diensten stellen asymmetrische Datenübertragung und Zeitverzögerung kein Problem dar, sind jedoch schwankungssensibel.